# Litauisches Freilichtmuseum
Das Litauische Freilichtmuseum (litauisch Lietuvos liaudies buities muziejus) liegt 24 km östlich der früheren litauischen Hauptstadt Kaunas. Es wurde 1966 gegründet und 1974 eröffnet. Mit 195 ha Fläche und 183 übertragenen Bauwerken und 86.000 Exponaten ist es eines der größten Freilichtmuseen Europas.

## Lage

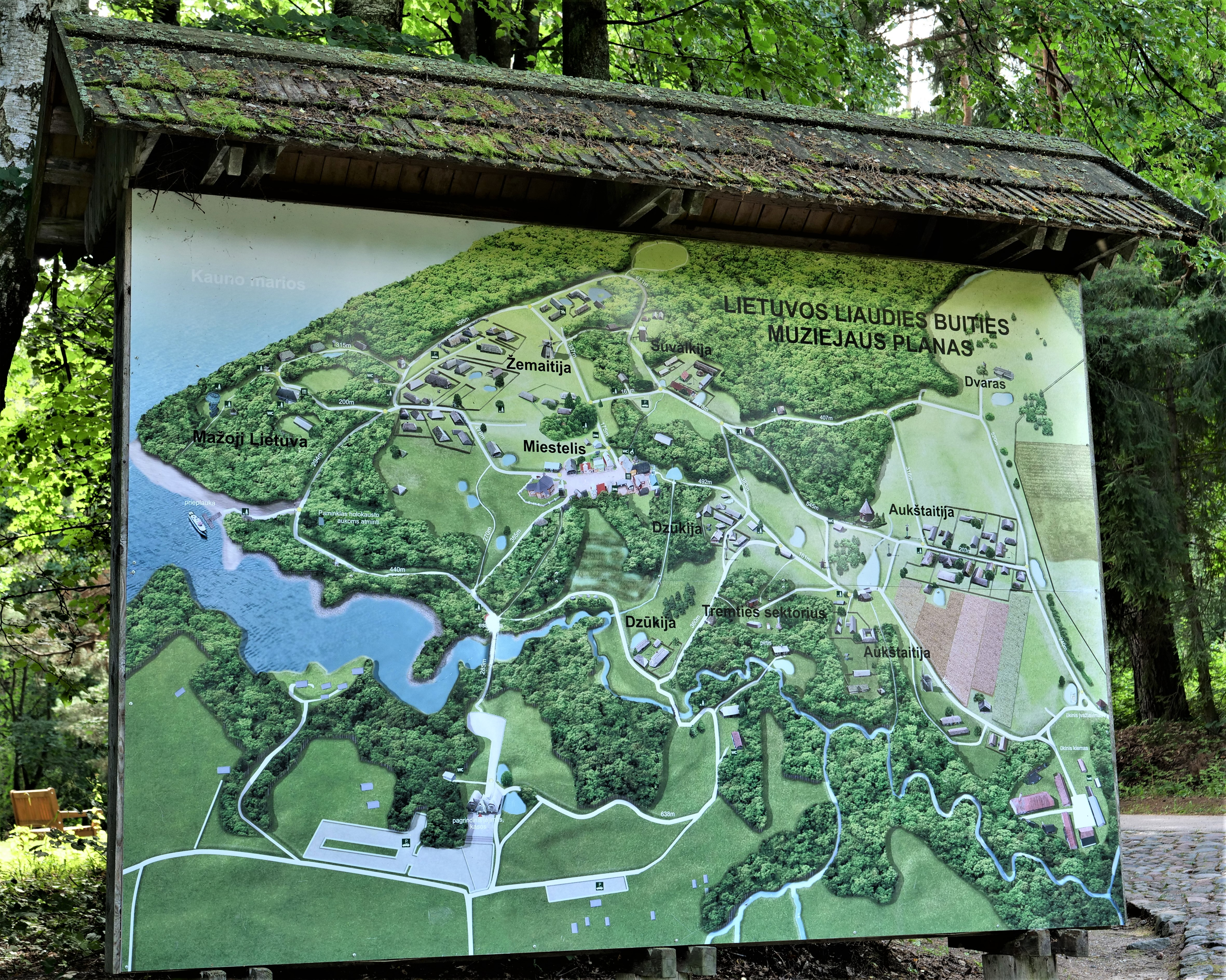
Museumsplan

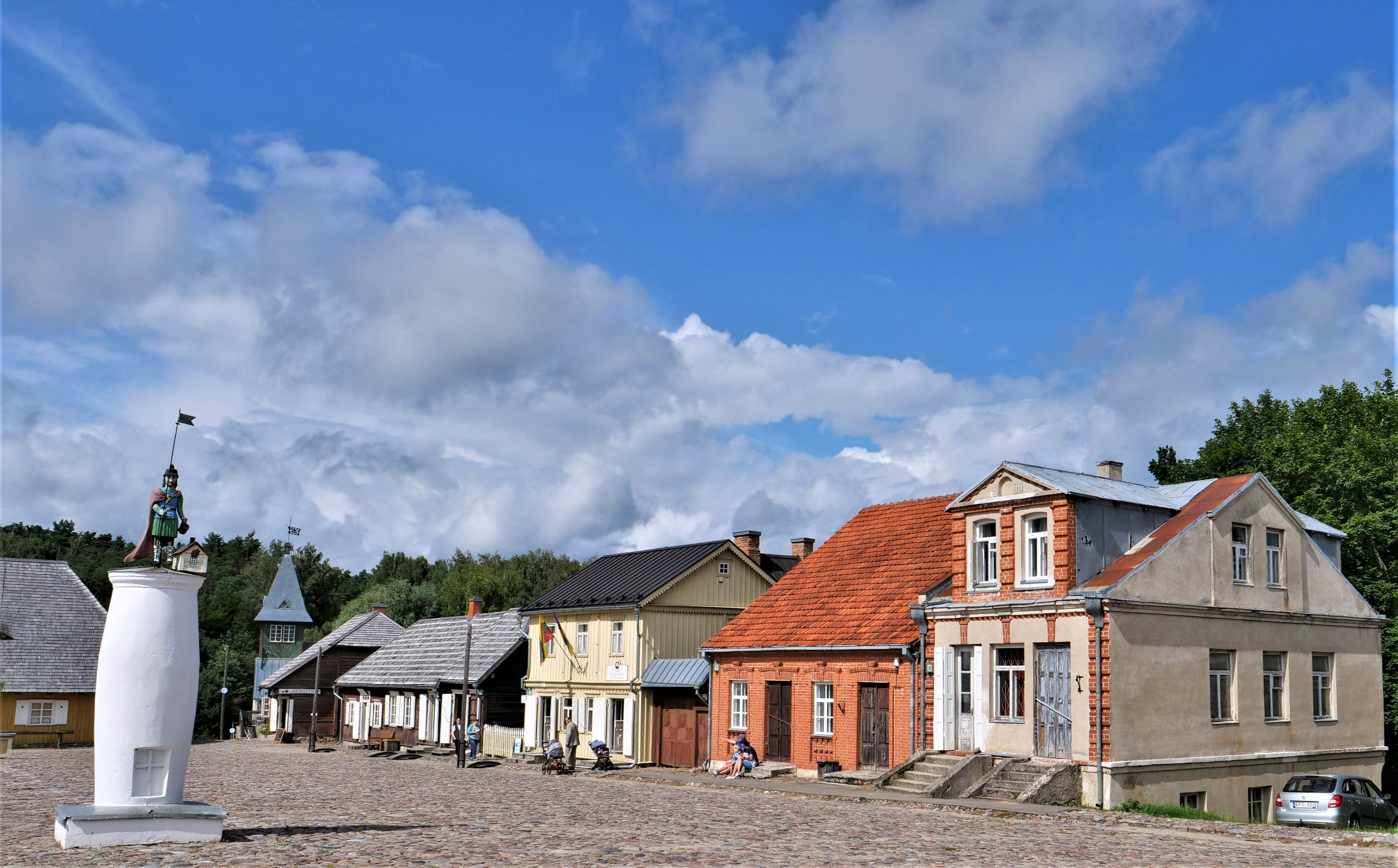
Städtchen

Das Museum liegt direkt am Ufer des Kaunasser Stausees, einem 25 km langen Stausee der Memel. Es ist über die Autobahn Kaunas-Vilnius, über einen in 6 km vom Museum entfernten Bahnhaltepunkt und mit der Personenschifffahrt auf dem Kaunasser Meer über einen eigenen Schiffsanleger erreichbar.

## Exponate und Veranstaltungen
Durch das hüglige Museumsgelände führt ein 7 km langer Rundweg. An diesem befinden sich Baugruppen mit Dörfern, Einzelhöfen und technischen Gebäuden wie einer Getreidemühle, einer Ölmühle, einer Tuchwalkerei und einer Schmiede. Die wichtigsten Regionen Litauens, Oberlitauen, Žemaitija, Dzūkija und Suvalkija werden durch Baugruppen repräsentiert. Die Exponate stammen aus der Zeit vom Ende des 18. Jahrhunderts bis zur ersten Hälfte des 19. Jahrhunderts. Das Zentrum des Museums bildet ein Städtchen mit dafür charakteristischen Gebäuden und Werkstätten wie z. B. einer Töpferei, einer Weberei und einer Schmuckwerkstätte, in der auch Schmuck aus Bernstein und Holz hergestellt wird.
Eine Abteilung zum Thema Verbannung und Widerstand erinnert an die leidvolle Zeit der deutschen und der sowjetischen Besetzung Litauens.
Das Museum veranstaltet zu jeder Museumssaison mehrere Sonderausstellungen und Folklorefestivals mit Tanz und Musik. Anfang August findet im Museumsgelände das internationale Musikfestival Granatos Live statt.

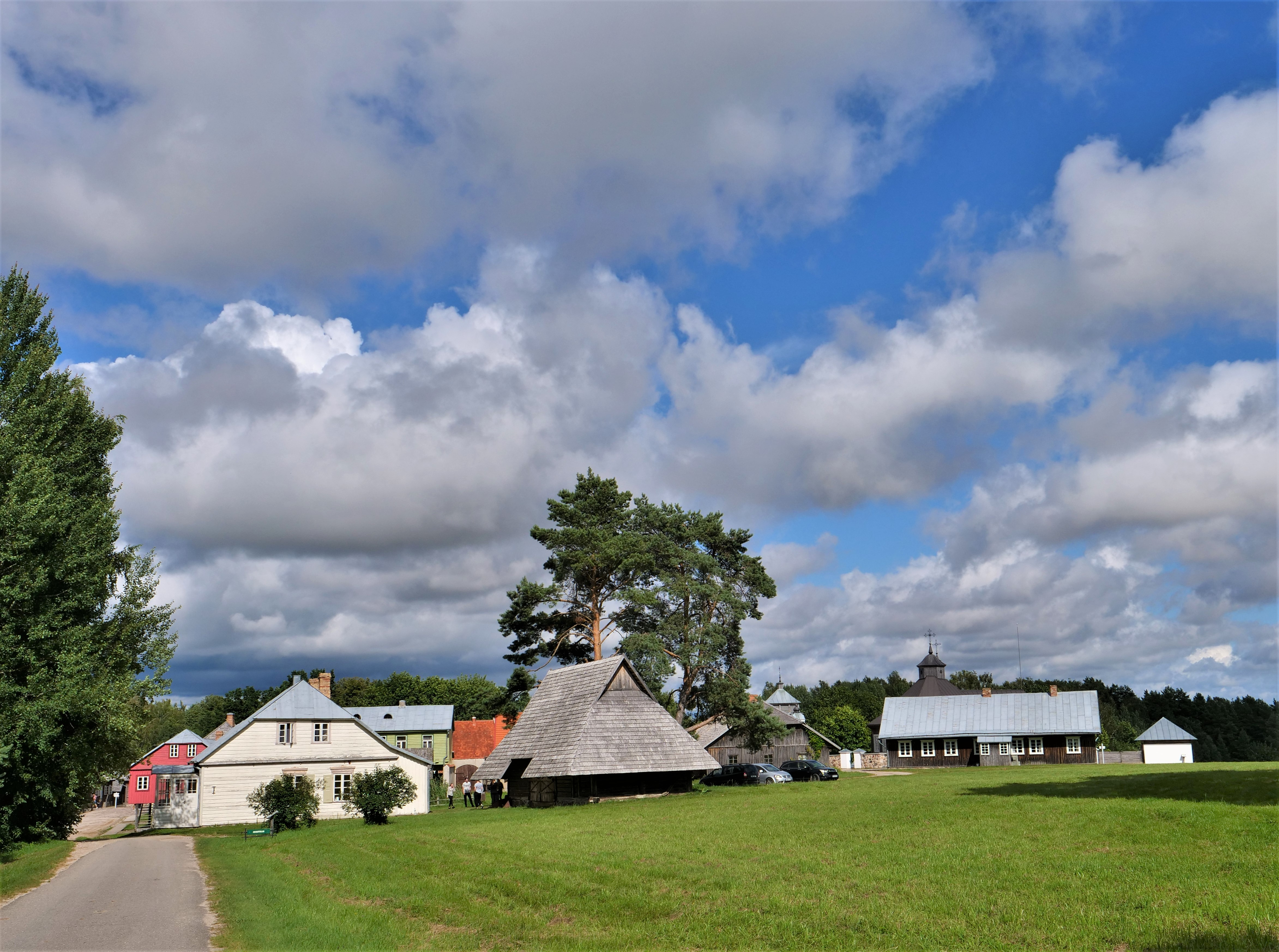
Zentrale Wegachse
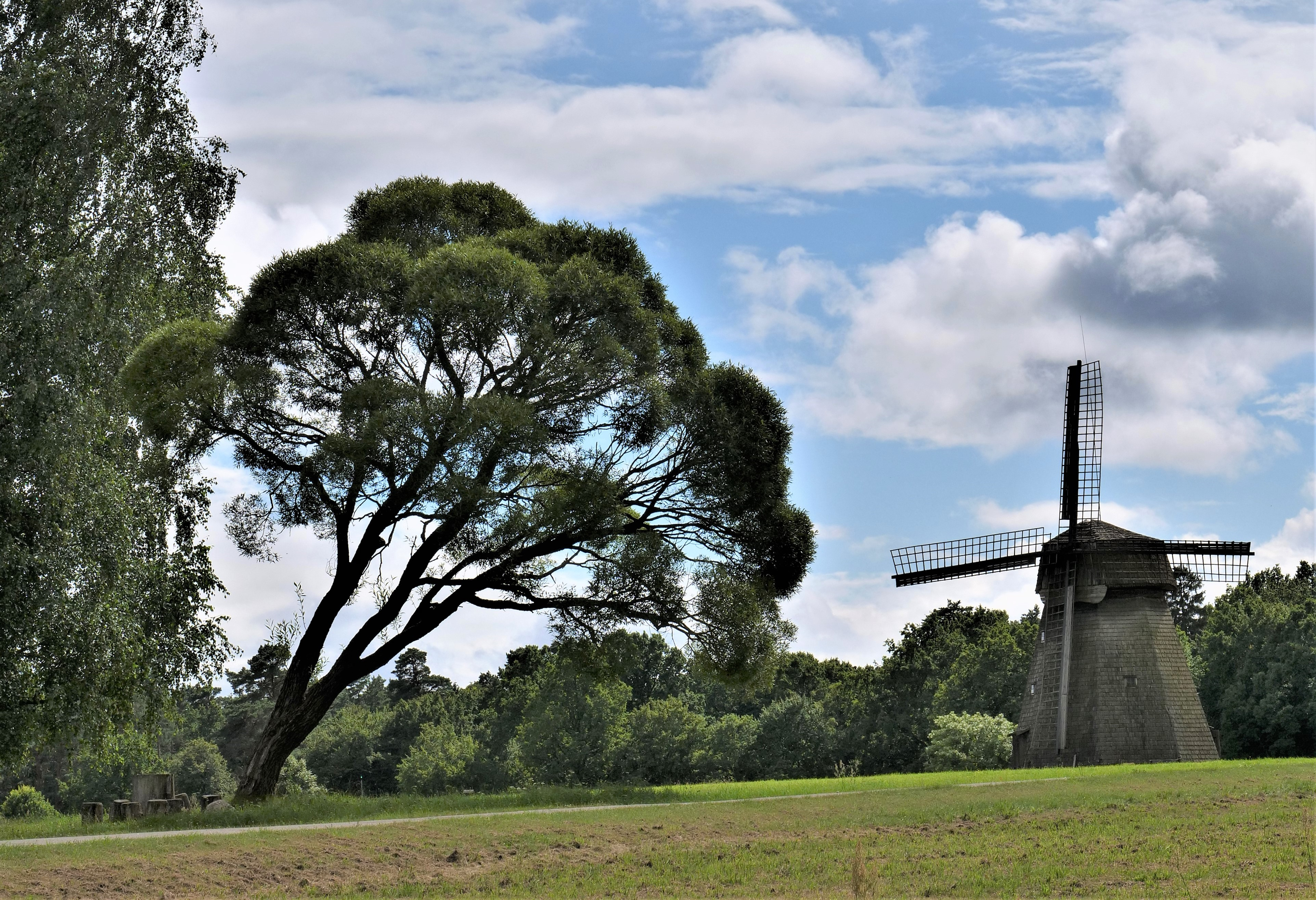
Mühlenblick
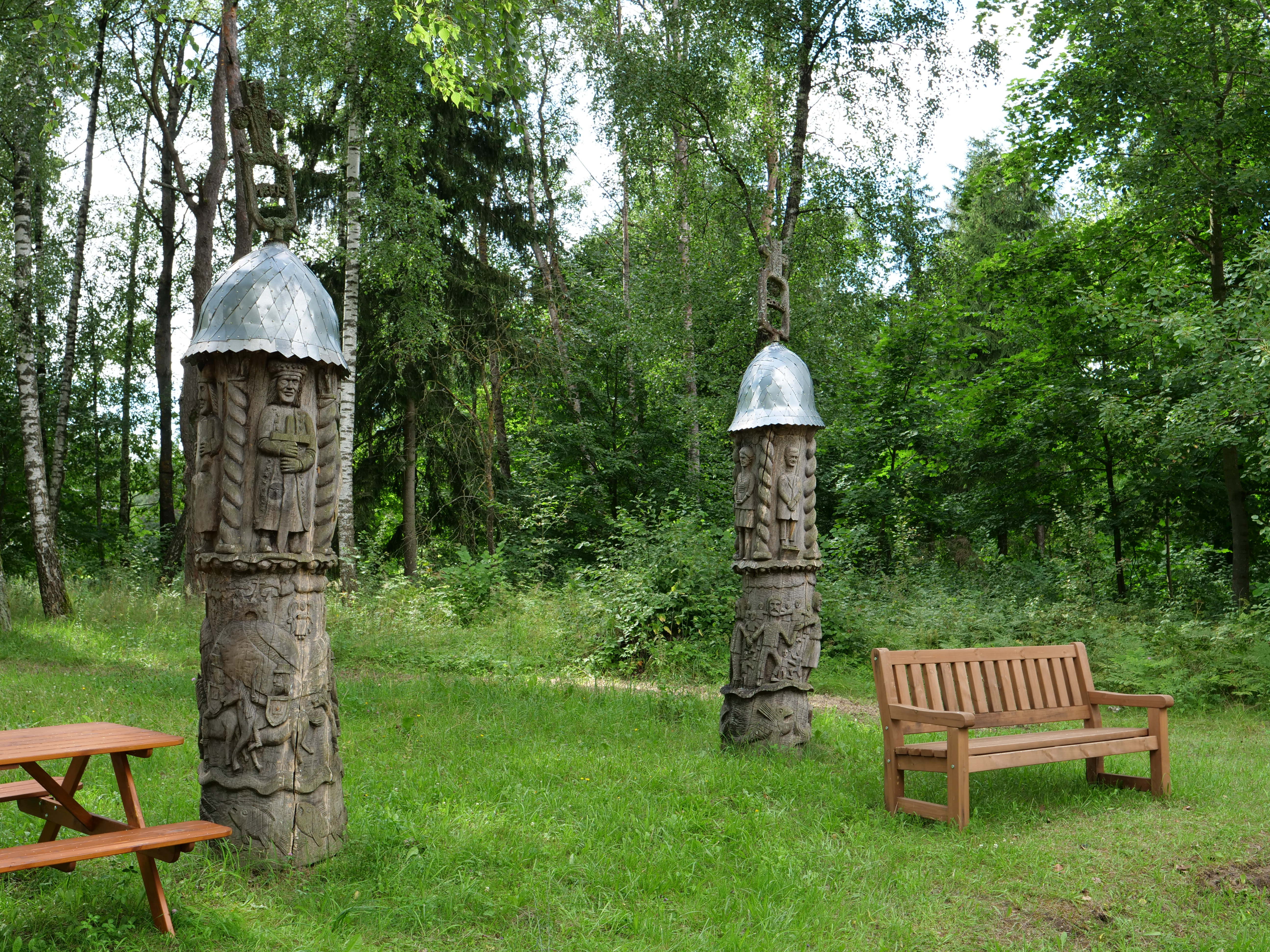
Bildstöcke
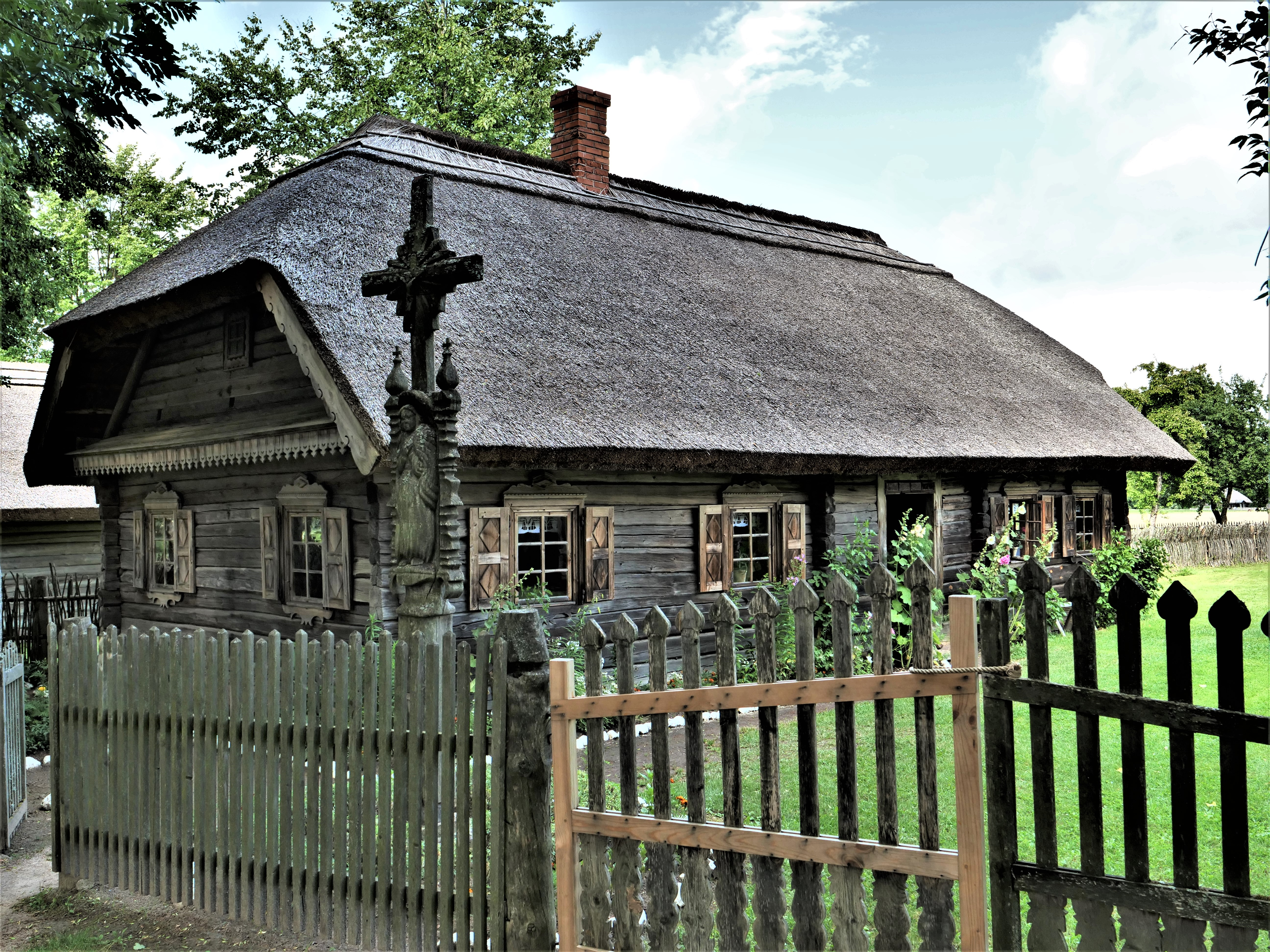
Hausanlage
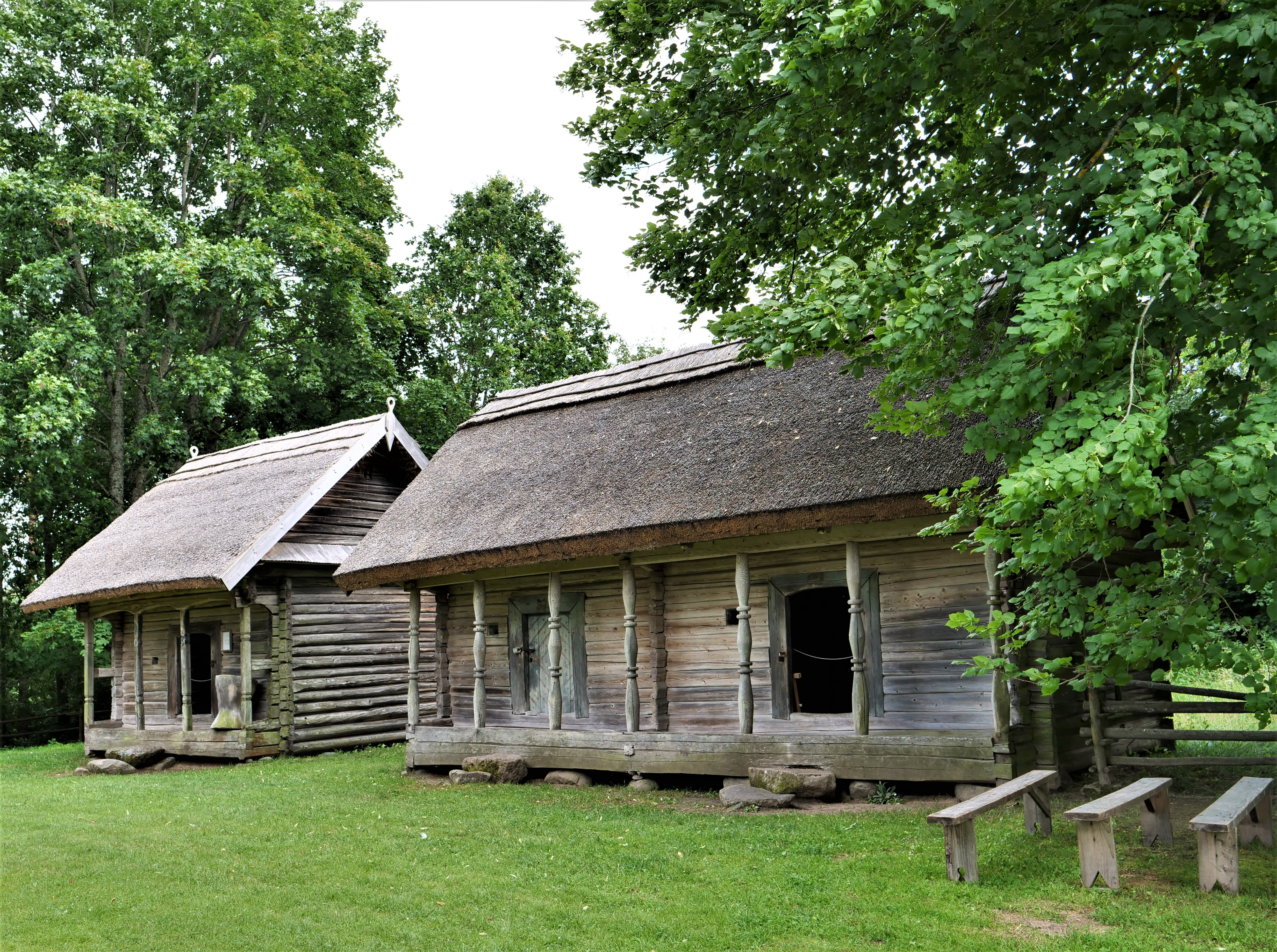
Häuserensemble
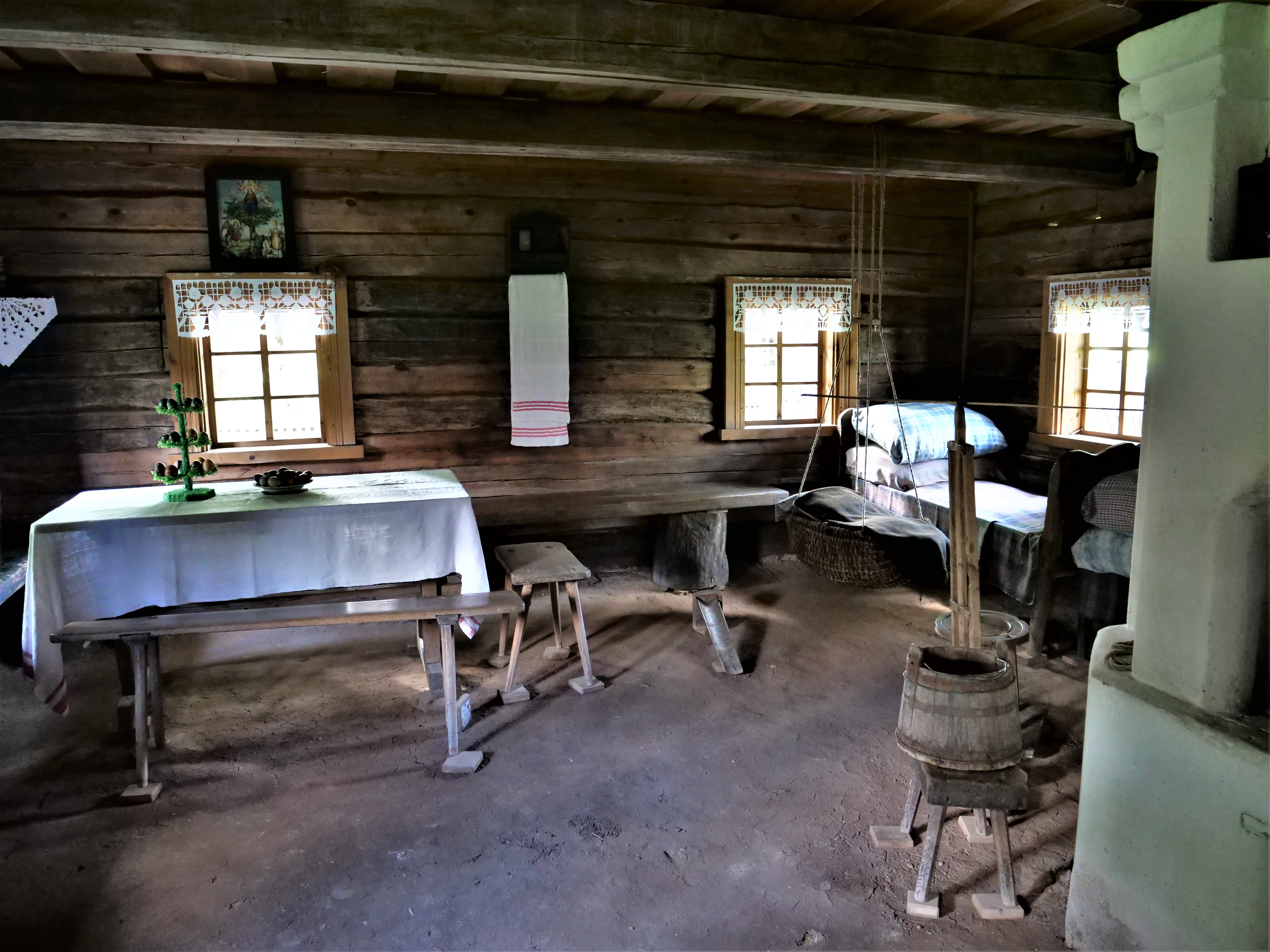
Innenraum
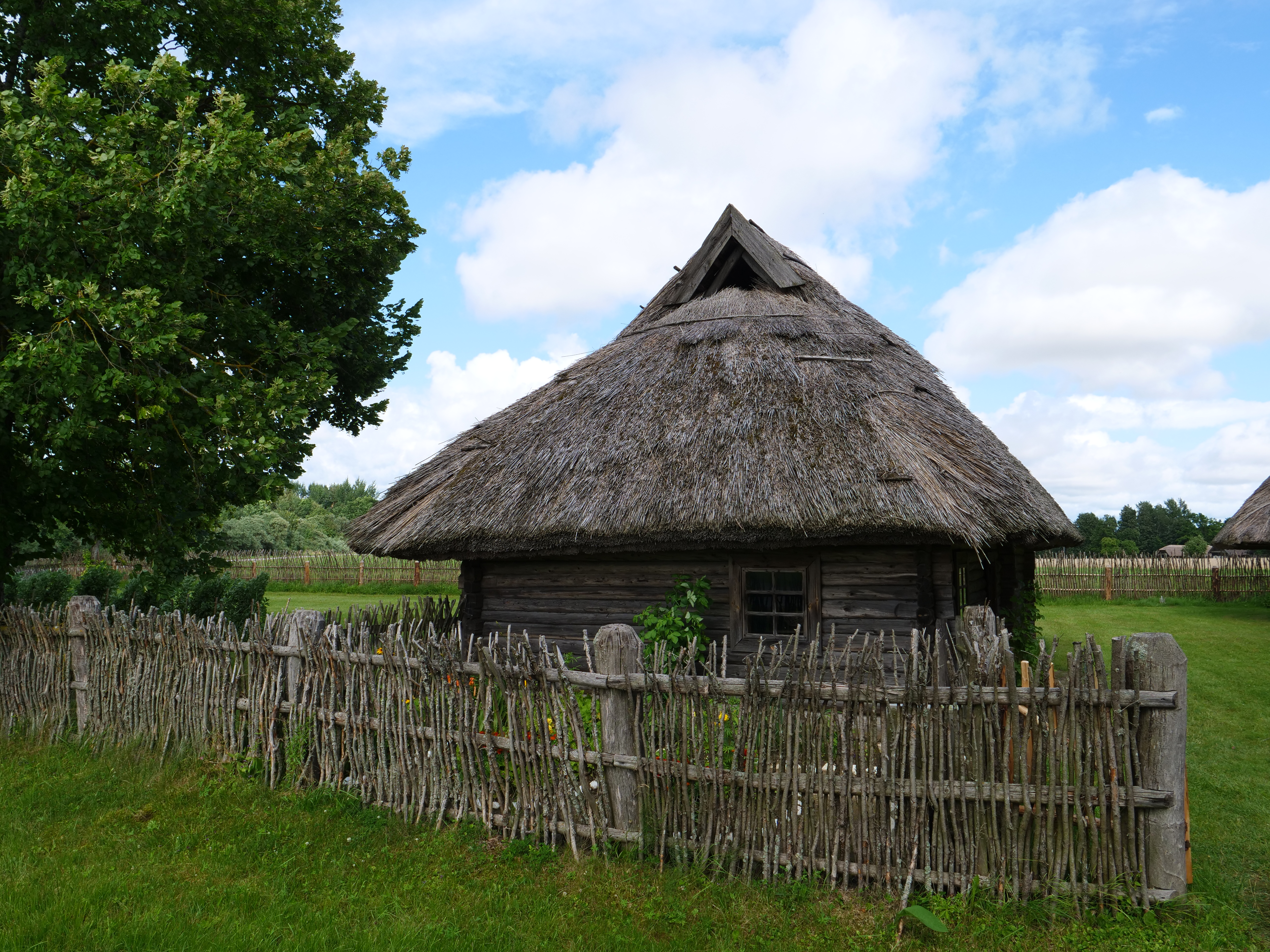
Flechtzaunbeispiel
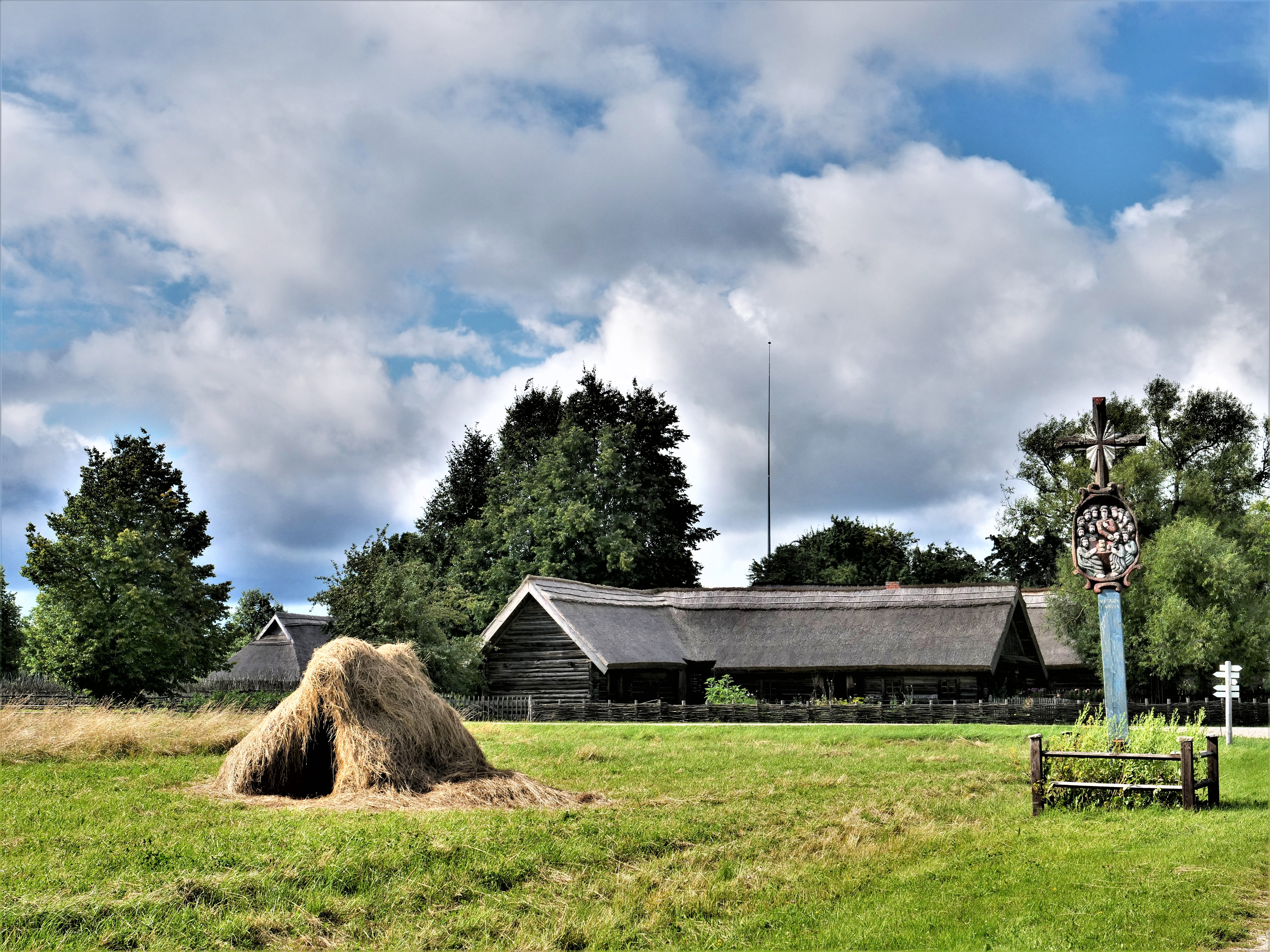
Wegkreuz